# 연합인포맥스
연합인포맥스는 대한민국의 금융정보 제공 회사이다. 금융정보 기관과 개인투자자에게 금융 관련 뉴스, 실시간 금융 데이터, 분석 프로그램을 전용 회선과 인터넷을 통해 전달한다.

## 연혁
- 1991년 11월 연합뉴스, 한국 최초 실시간 금융정보 단말기 '인포맥스' 출시.
- 1996년 8월 연합뉴스, '인포맥스Ⅱ' 서비스 개시.
- 2000년 6월 (주)연합인포맥스 설립(연합뉴스에서 분사)
- 2001년 5월 금융전문 방송 연합인포맥스TV 설립.
- 2001년 12월 부설 금융공학연구소 설립.
- 2001년 12월 벤처기업 등록.
- 2004년 12월 연합인포맥스TV 합병.
- 2006년 3월 사옥 이전(종로구 수송동에서 종로구 청진동 삼공빌딩 5층으로)
- 2010년 12월 아하경제 TV 송출
- 2012년 1월 제1회 연합인포맥스 금융대상 시상.
- 2013년 3월 메신저(Messenger Y) 서비스 개시.
- 2013년 10월 사옥 이전 서울특별시 종로구 율곡로2길 25, 10층 (수송동,연합뉴스빌딩)